# Al Shohadaa
Al Shohadaa (Arabisch: الشهداء, Martelaren) is een metrostation in de Egyptische hoofdstad Caïro dat op 26 september 1987 werd geopend. 

## Geschiedenis
In 1973 besloot de Egyptische regering tot de aanleg van een metronet in Caïro  met drie lijnen. Hierin was onder meer een kruisingsstation voor de metrolijnen 1 en 2 opgenomen onder het stationsplein van het centraal station van Caïro.  Het station werd aanbesteed onder de naam Ramses, dezelfde naam als het centraal station. De bouw van lijn 1 begon in 1982 en toen de lijn gereed was werd de helft van de ondergrondse stations genoemd naar de Egyptische Presidenten tot dan toe. Zodoende kreeg het station onder het stationsplein de naam Moebarak, ter ere van Hosni Moebarak die van 1981 tot 2011 President van Egypte was. Op 26 september 1987  ging de reizigersdienst tussen het centraal station en Helwan van start. Het station was tot 12 april 1989 het noordelijke eindpunt van lijn 1 die toen werd doorgetrokken naar de noord-westelijke voorstad El Marg. 
Op 1 oktober 1996 werd het eerste deel van lijn 2 tussen Shobra El-Kheima en het centraal station geopend, waarmee het metrostation het zuidelijke eindpunt van lijn 2 werd. Op 1 september 1998 werd lijn 2 doorgetrokken naar het Tahrirplein waar metrostation Sadat het tweede overstappunt tussen beide lijnen werd.  Deze twee overstapstations waren tot de opening van  lijn 3 de enige van het Caïrose net. Het stationsdeel voor lijn 1 omvat vijf bouwlagen van elk 4.000 m2. Hieraan zijn ten behoeve van lijn 2 nog twee bouwlagen toegevoegd samen goed voor 7.170  m2.
In 2017 werd de naam van het station gewijzigd in Al Shohadaa.

## Reizigersverkeer
Het station is, samen met Shobra El-Kheima en El Gizeh, een van de drie metrostations met een overstap naar het landelijk spoorwegnet. In dit geval betreft dit vooral de aansluiting op de treindiensten van/naar Alexandrië. 
Overstappers tussen beide metrolijnen vertegenwoordigen ongeveer 40% van het totaal aantal reizigers dat gebruik maakt van lijn 2 op dit station. De Japan International Cooperation Agency (JICA) publiceerde in 2010 een reizigerstelling waaruit bleek dat er dagelijks  276.960 van Moebarak naar Sadat reizen en 303.821 passagiers in de tegenovergestelde richting.

## Radonmetingen
Radon is een radioactief gas dat vrijkomt uit de bodem, rotsen, bouwmaterialen en water. Het is aangetroffen in tunnels en metrostations die gebouwd zijn met beton, bakstenen, natuursteen en keramiek. In 1998 en 1999 werden een jaar lang metingen verricht in Al Shohadaa en Al Sadat. Hieruit bleek dat de waargenomen hoeveelheid gas stabiel was en geen gevaar vormde voor het metropersoneel of de reizigers. De goede resultaten waren te danken aan het uitgebreide ventilatiesysteem. 

## Geluidsmetingen
Het station werd in 2004, net als alle andere metrostations op lijn 2 van de metro van Caïro, afgekeurd op het geluidsniveau. De geluidshinder werd veroorzaakt door de geluidssignalen en het remsysteem van de treinen, de snelheid waarmee de treinen het station in reden en de bekleding van de stationswanden. 